# Стрелиште у Јајинцима
Стрелиште у Јајинцима био је простор где је за време окупације у Србији (1941—1944) стрељано близу 80.000 особа, највише Срба.
Почетак стрељања у окупираном Београду везан је најпре за локацију на Централном гробљу, да би се по распламсавању устанка за ту сврху пронашао већи простор за егзекуције.
Према расположивим подацима стрељања у Јајинцима су почела од 15. јула 1941. када је погубљена прва група осуђених Јевреја. Од тада, па све до почетка уклањања немачких трагова злочина у окупираном Београду, стрелиште у Јајинцима било је стрелиште где је за време окупације стрељано највише осуђеника у читавој окупираној Србији.

## Стрелиште
Ово стрелиште је пре рата служило као "Школско стрелиште београдског гарнизона" војске Краљевине Југославије, да би га немачке власти претвориле у простор за егзекуције оних које су они осудили на смрт. 
Стрелиште се налазило на друму Београд-Авала у селу Јајинци. До њега се долазило из два правца — из Београда и из Раковице. Све егзекуције у Јајинцима је вршио немачки 64. полицијски батаљон, који је давао своје људство, како за стрелиште, тако и за чување логораша у Београду и њихов транспорт у Јајинце. Егзекуције су вршене углавном у раним јутарњим часовима, а врло ретко преко дана. Обично би се немачке марице паркирале у праскозорје испред предвиђеног логора, а затим је следила прозивка по собама, везивање и одвођење у Јајинце. Егзекуције су у мањем броју вршили и војници Српске државне страже, али како су стрељања текла из године у годину, често је долазило и до смене војника који су вршили стрељања јер су се појављивала прва душевна растројства. Од 1943. године егзекуције су углавном вршили сами Немци. Највећи број осуђеника стрељан је из логора на Бањици, из Сајмишта, из затвора Специјалне полиције, Гестапоа и логора у Топовским шупама. Било је и примера довођења затвореника из осталих крајева Србије и стрељање у Јајинцима без претходног боравка у неком логору или затвору. 
За копање рака у Јајинцима обично су ангажовани радници са Новог гробља у Београду. Стрељања су вршена поред Јајиначког брежуљка (грудобрана) са леве и десне стране, код Јајиначке шуме и простора где се данас налази споменик. Раке су биле дубоке, поређане од почетка па до краја брежуљка, копане за 100 и 200, па и за 300 и више лешева. За време спаљивања жртава, сведоци су видели најдубљу раку на средини и у њој је према исказима пронађено преко 7.000 убијених лица, махом Јевреја који нису имали прострелних рана, што значи да су ту сахрањени убијени из душегупки у марту, априлу и мају 1942. године. 
На стрелишту је за време вршења егзекуција подигнуто седам барака које су биле намењене за исхрану немачких војника, за смештај полицијског батаљона, за смештај логораша који су чекали извршење смртне казне, за смештај команданта стрелишта, за смештај стражара који су обезбеђивали Јајинце и за чување муниције и оружја. За време трајања егзекуција, друм Београд-Авала био је затворен за било који саобраћај, а стрелиште је обезбеђивано са све четири стране. Приступ лицима које нису имале специјалне објаве СС полиције нису дозвољене и свако затечено лице у пречнику од 10 km од стрелишта се кажњавало смрћу. 
Стрељања су вршена на разне начине. У случају да се радило о мањој групи осуђеника, обично би командант вода пуцао жртвама у потиљак, а када се радило о масовним стрељањима, обично су по 10 лица извођена и постављана испред немачких војника који су пуцали из пушака, а било је случајева да се употребљавају и пушкомитраљези. По завршетку стрељања, гробари би укопали лешеве, а потом би их Немци одвезли на Ново гробље.

## Бекства са стрелишта
Ово стрелиште је важило за једно где је евентуално бекство било апсолутно искључено, али и поред тога са Јајинаца је успело да побегне за време читаве окупације 10 лица. Један број је побегао у време децембарских стрељања 1942. године. У време рада на спаљивању лешева успело је да побегне још 3 лица од којих су се неки касније јавили као сведоци броја стрељаних у Јајинцима, јер су морали да пребројавају сваку спаљену жртву.

## Затварање стрелишта
Стрелиште у Јајинцима је званично затворено последњих дана децембра 1943. када је почело стрељање у Маринковој бари и Јеврејском гробљу, а у Јајинцима је вршено уништавање доказа. Последње жртве стрељања у Јајинцима била су 55 Јевреја и 35 Рома који су стрељани 4. априла 1944. када су се погасиле ломаче након последњег спаљеног леша.
Према сведочанствима преживелих радника на спаљивању лешева који су сведочили Комисији за утврђивање штете, број сахрањених у Јајинцима износи близу 80.000 људи. Обавештајни агент Драже Михаиловића Борислав Месаровић је из картотеке Гестапоа нашао податак да је од 1941. до краја августа 1943. у Јајинцима стрељано 13.862 Јевреја и 62.184 Срба, укупно 76.046 људи. То значи да је од августа 1943. па све до гашења Јајиначких ломача стрељано још 3.954 лица.
За време окупације Србије, у Јајинцима је стрељано 80.000 људи. Стрељани су Срби, Јевреји, Роми, присталице и припадници Народноослободилачког покрета, присталице и припадници Четничког покрета Драже Михаиловића, а било је и стрељаних криминалаца и преступника, као и странаца, али у врло малом броју.

## Спомен-парк Јајинци
Само помињање имена Јајинци асоцира на велику масовну гробницу и на 80.000 стрељаних родољуба, свих националности, највише српске. 
Прво обележје у спомен на жртве подигнуто је 1951. године на улазу у стрелиште, вајара Стевана Боднарова.
Други споменик жртвама откривен је 1. октобра 1988. године, а дело је вајара Војина Стојића. Споменик је постављен на месту где се раније налазила највећа гробна рака на стрелишту. На врху споменика се налази бели голуб као симбол мира. Данас је бивше стрелиште преуређено у Спомен-парк кога посећују како домаћи тако и инострани посетиоци. На овом потезу у току је изградња меморијалне православне цркве, с обзиром да је изградња на ободу овог стратишта, ово је инспирисало ауторе да храм не добије устаљену православну форму, већ да се у њега утка и симболика јудаизма.